# Diplazium wendtii
Diplazium wendtii là một loài thực vật có mạch trong họ Woodsiaceae. Loài này được Mickel & A.R. Sm. mô tả khoa học đầu tiên năm 2000.